# Un juego absurdo
Un juego absurdo es un cortometraje del director Gastón Rothschild protagonizado por Martín Piroyansky y Eliana González. Tiene una duración de 12 minutos y fue estrenado el 16 de abril de 2009.

## Argumento
Javier (Martín Piroyansky) está enamorado de Romina (Eliana González). En una fiesta, escuchamos sus pensamientos y a veces hasta habla con nosotros. Jugando entre la realidad y la fantasía, Javier tratará de sobrellevar sus miedos y conseguir a la chica de sus sueños.

## Elenco
- Martín Piroyansky - Javier
- Eliana González - Romina
- Irene Almus - La madre
- Vando Villamil - El padre
- Nicolás Torcanowsky - El amigo
- María Fernanda Callejón - La madre del amigo
- Bruno Iacobaccio - El que gusta de la madre del amigo
- Sergio Pángaro - El cantante

## Premios
- Premios Cóndor de Plata: Mejor Cortometraje
- 18.º Festival de Biarritz / Amérique Latine - Premio Shorts TV/Numericable
- KAN Film Festival 2010, Polonia - Mejor Film Extranjero
- 6.ª edición de La noche del Cortometraje - Segundo Premio
- Festival Internacional de Cortos de Olavarría - Primer Premio
- 4.º Festival "Pizza, Birra y Cortos" - Primera Mención
- XXV Concurso Nacional de Cine y Video Independiente Cipolletti - Premio del Público
- Festival Internacional de Cine Corto Tapiales 2009 - Mejor Corto, Mejor Producción
- Festival de Cine Tarapacá 2010 - Mejor Corto
- La Pedrera Short Film Festival - Premio del Público, Mención Especial
- Festival UNCIPAR 2010 - Mejor Guion, Mejor Actor
- Cinefiesta, Festival Internacional de Cortometrajes (Puerto Rico, 2010) - Mención de Honor del Jurado
- Festival "Piriápolis de Película" (Uruguay, 2010) - Mejor Corto
- Festival UNICA 2010 (Suiza) - Medalla de Bronce
- Maipú Cortos 2010 (Argentina) - Mención Especial
- 8° Festival Internacional de Cortometrajes “Malcine”, (Maldonado, Uruguay) - Primer Premio